# Loiri Porto San Paolo
Loiri Porto San Paolo is een gemeente in de Italiaanse provincie Olbia-Tempio (regio Sardinië) en telt 2508 inwoners (31-12-2004). De oppervlakte bedraagt 117,8 km², de bevolkingsdichtheid is 21 inwoners per km².

## Demografie
Loiri Porto San Paolo telt ongeveer 1205 huishoudens. Het aantal inwoners steeg in de periode 1991-2001 met 9,9% volgens cijfers uit de tienjaarlijkse volkstellingen van ISTAT.
| Jaar | Inwoneraantal |
| ---- | ------------- |
| 1991 | 2014          |
| 2001 | 2214          |

## Geografie
Loiri Porto San Paolo grenst aan de volgende gemeenten: Monti, Olbia, Padru, San Teodoro.
Aggius · Aglientu · Alà dei Sardi · Arzachena · Badesi · Berchidda · Bortigiadas · Buddusò · Budoni · Calangianus · Golfo Aranci · La Maddalena · Loiri Porto San Paolo · Luogosanto · Luras · Monti · Olbia · Oschiri · Padru · Palau · San Teodoro · Sant'Antonio di Gallura · Santa Teresa Gallura · Telti · Tempio Pausania · Trinità d'Agultu e Vignola
1. ↑  https://demo.istat.it/?l=it.